# NK Sloboda Gornji Bogićevci
Nogometni klub Sloboda Gornji Bogićevci hrvatski je nogometni klub iz Gornjih Bogićevaca.
Trenutačno se natječe se u 3. ŽNL Brodsko-posavskoj – Zapad.

## Vanjske poveznice
- Profil, HNS Semafor